# Supplemento (film)
Supplemento (Suplement) è un film del 2001 diretto da Krzysztof Zanussi.